# Bupalus albidaria
Bupalus albidaria är en fjärilsart som beskrevs av Dzuirz. 1912. Bupalus albidaria ingår i släktet Bupalus och familjen mätare. Inga underarter finns listade i Catalogue of Life.